# Neulette
Neulette là một xã ở tỉnh Pas-de-Calais miền bắc nước Pháp. Xã này có diện tích 1,36 km2, dân số năm 2006 là 19 người.